# سمارت شيت
برنامج Smartsheet عبارة عن برنامج كخدمة (SaaS) للتعاون وإدارة العمل يتم تطويره وتسويقه بواسطة Smartsheet Inc. يتم استخدامه لتعيين المهام، وتتبع تقدم المشروع، وإدارة التقاويم، ومشاركة المستندات، وإدارة الأعمال الأخرى. يحتوي على واجهة مستخدم تشبه جدول البيانات. اعتبارًا من عام 2016، يستخدم Smartsheet من قبل 10 ملايين شخص في 85000 مؤسسة. كان في البداية غير شعبي حتى إعادة التصميم في عام 2010، والتي أعقبتها زيادة في التبني وجولات تمويل أكبر.

## منافع الورقة الذكية
يستخدم Smartsheet للتعاون في الجداول الزمنية للمشروع والمستندات والتقاويم والمهام وغيرها من الأعمال. يجمع Smartsheet بين بعض وظائف Microsoft مايكروسوفت إكسل، المشروع، والوصول والتشارك. تتنافس مع مايكروسوفت بروجكت. اعتبارا من عام 2016، كان هناك 10 ملايين مستخدم في 85000 منظمة.

### المميزات
وفقًا لـ فوربس، تحتوي Smartsheet على واجهة مستخدم «بسيطة نسبيًا». تركز الواجهة على "smartsheets"، والتي تشبه جداول البيانات التي توجد عادة في مايكروسوفت إكسل. يمكن أن تتوسع صفوف كل ورقة صغيرة أو يتم تصغيرها لمشاهدة المهام الفردية أو تقدم المشروعات على نطاق واسع على التوالي. يمكن فرز المهام حسب الموعد النهائي أو الأولوية أو الشخص المخصص لها. إذا كان جدول البيانات يحتوي على تواريخ، فسيقوم Smartsheet بإنشاء عرض تقويم.
قد يحتوي كل صف في ورقة البيانات على ملفات مرفقة به، ورسائل بريد إلكتروني مخزنة داخله، ولوحة مناقشة مرتبطة به. عندما يتم إنشاء ورقة ذكية جديدة، يتم دفع الإخطارات إلى الموظفين لملء الصفوف والأعمدة. عند تحديث المعلومات، يتم تحديث جداول البيانات الأخرى التي تتبع نفس المهمة أو المشروع أو نقطة البيانات تلقائيًا. تحتوي الخدمة أيضًا على تنبيهات عند الموعد النهائي للمهمة، وتتبع إصدارات المستندات.
يمكن لبرنامج Smartsheet استيراد البيانات من مايكروسوفت أوفيس أو تطبيقات Google.البرنامج يتكامل مع خدمات مثل Salesforce.com ودروبوكس وخدمات أمازون ويب. يوجد أيضًا تطبيق Smartsheet للجوّال لأنظمة تشغيل أندرويد و iPhone. يباع Smartsheet على أساس الاشتراك مع عدم وجود نسخة مجانية.
تم طرح Smartsheet لأول مرة في عام 2006. وفقا لمؤسس الشركة، Brent Frei ، كان الاعتماد المبدئي بطيئًا بسبب صعوبة استخدام البرنامج. في نهاية عامها الأول، كان لديها 10,000 مستخدم فقط. بدأت الشركة في إجراء تغييرات على البرنامج في عام 2008، مما أدى في نهاية المطاف إلى خفض 60 في المائة من ميزاتها بهدف جعلها أكثر سهولة في الاستخدام. بعد إطلاق إعادة التصميم لعام 2010، ارتفع الاعتماد إلى مليون مستخدم في 20000 منظمة بحلول عام 2012.
تمت إضافة تكامل مع نظام Microsoft مكتب 365 و Microsoft Azure في عام 2014. في أكتوبر تم تقديم أداة خريطة الحساب، والتي تستخدم خوارزميات لتصور تدفق العمل عبر مجموعات من الموظفين. في آب 2014، تم تقديم الإصدار 2.0 من تطبيق Smartsheet iOS. جعلت واجهة مستخدم تشبه جداول البيانات محور تركيز واجهة المستخدم الخاصة بالتطبيق، بينما كانت واجهة الجوال في السابق مختلفة عن إصدار سطح المكتب الموجه لجداول البيانات.
في عام 2015، بدأت Smartsheet في تقديم تكاملات أقرب مع منتجات مايكروسوفت اوفيس، ويرجع ذلك جزئياً إلى التغييرات التي تقوم بها مايكروسوفت في منتجاتها للعمل بشكل أفضل مع برامج خارجية. في يناير 2015، أضاف Smartsheet الدعم لبرنامج إدارة الهوية من Microsoft Azure أكتيف ديريكتوري، والذي يسمح للمستخدمين بتسجيل الدخول إلى منتجات مثل Excel و Smartsheet بنفس تسجيل الدخول. يمكن للمستخدمين الآن أيضًا إجراء تغييرات على جداول البيانات مباشرة من مايكروسوفت آوتلوك. في عام 2016، قدم Smartsheet برنامج Sights ، وهو لوحة معلومات قابلة للتهيئة تعرض مقاييس مثل أداء الفريق مقابل مؤشرات الأداء الرئيسية.

## سمارت شيت كعلامة مسجّلة
Smartsheet Inc. هي شركة مدرجة في القطاع العام تقوم بتطوير وتسويق تطبيق Smartsheet. اعتبارا من عام 2017، لديها حوالي 760 موظف ومقرها في بلفيو، واشنطن.تأسست الشركة في صيف عام 2006، بعد فترة وجيزة من قيام المؤسس المشارك برينت فراي ببيع شركته السابقة Onyx Software. في البداية كانت تمول في معظمها من قبل فراي. بعد حوالي عام من تأسيسها، جمعت Smartsheet تمويل بقيمة 4 ملايين دولار وكان لديها تسعة موظفين فقط. بحلول أوائل عام 2012، جمعت 8.2 مليون دولار من التمويل على ثلاث جولات واستعانت بأول مندوب مبيعات لها.
بعد إعادة تصميم برنامج Smartsheet في عام 2010، نمت إيرادات الشركة بأكثر من 100 في المئة كل عام، لمدة أربع سنوات متتالية. جمعت 26 مليون دولار في التمويل في ديسمبر 2012 و 35 مليون أخرى في مايو 2014. في عام 2017، جمعت الشركة تمويلاً إضافياً بقيمة 52.1 مليون دولار. في عام 2018 أُعلن أن Smartsheet استحوذت على شركة Converse.AI ، وهي شركة مقرها اسكتلندا تقوم بتطوير برمجيات لإنشاء برامج الروبوت الخاصة بالأتمتة التجارية.
بدأت الشركة التداول في بورصة نيويورك في 27 أبريل، 2018.

## للإستزادة
http://altadreeb.net/printArticle.php?id=1064